# Sora (Kingdom Hearts)
Sora (Nhật: ソラ) là một nhân vật hư cấu và là nhân vật chính chủ đạo của loạt trò chơi điện tử Kingdom Hearts của Disney và Square Enix. Được giới thiệu trong trò chơi Kingdom Hearts đầu tiên năm 2002, Sora được được miêu tả là một thiếu niên vui vẻ sống trên Destiny Islands, và là bạn thân của Riku và Kairi từ khi còn nhỏ. Khi họ dự định thực hiện một cuộc hành trình để xem các thế giới khác, họ bị ngăn cách bởi những sinh vật được gọi là Heartless, và Sora có được một vũ khí gọi là Keyblade. Vịt Donald và Goofy sau đó rủ anh tham gia cuộc hành trình của họ qua nhiều thế giới khác nhau để trợ giúp vua của họ, chuột Mickey, trong khi Sora tìm kiếm bạn bè của mình. Trên đường đi, bộ ba bảo vệ thế giới mà họ đến thăm khỏi Heartless và những kẻ phản diện khác. Sora cũng đã xuất hiện như một nhân vật phụ trong các trò chơi khác của bộ truyện, và đóng lại vai trò của mình trong các chuyển thể từ manga và light novel của trò chơi.
Sora được thiết kế bởi Tetsuya Nomura - đạo diễn loạt game Kingdom Hearts và nhà thiết kế nhân vật - trong cuộc thảo luận giữa Disney và Square về việc quyết định nhân vật chính của loạt game Kingdom Hearts. Nomura, vì muốn có một nhât vật nguyên bản, đã thực hiện nhiều bản phác thảo khác nhau của Sora cho đến khi ông nhận được sự đồng ý của Disney. Ở loạt game Kingdom Hearts, người lồng tiếng tiếng Anh của Sora là Haley Joel Osment, còn ở phiên bản tiếng Nhật là Miyu Irino. Ở phần miêu tả khi còn nhỏ trong phần tiền truyện Kingdom Hearts Birth by Sleep, Sora được lồng tiếng bởi Luke Manriquez ở tiếng Anh và Takuto Yoshinaga bằng tiếng Nhật. Sora cũng nhận được sự chú ý rộng rãi sau khi được đưa vào như một nhân vật người chơi trong Super Smash Bros. Ultimate, một phần trong loạt trò chơi chiến đấu Super Smash Bros của Nintendo.
Nhân vật của Sora có tính cách ấm áp và một tinh thần phiêu lưu mạo hiểm, vì vậy nhìn chung nhân vật này nhận được phản hồi tích cực từ giới phê bình. Sự phát triển nhân vật và sự phát triển trong võ thuật của anh trong loạt game cũng nhận được nhiều lời khen ngợi, đặc biệt là đối với tựa game Kingdom Hearts II. Bên cạnh đó, Sora đã xếp hạng cao trong các cuộc thăm dò về mức độ phổ biến của các nhân vật trong nhiều trò chơi điện tử khác nhau.

## Thiết kế nhân vật

### Ý tưởng và thiết kế ban đầu
Sora được thiết kế bởi Tetsuya Nomura để trở thành nhân vật chính của Kingdom Hearts. Tuy nhiên, ban đầu anh không được chọn làm nhân vật chính vì Disney muốn Vịt Donald đảm nhận vai diễn này, trong khi Square muốn có chuột Mickey. Nomura đã thiết kế Sora dựa trên các nhân vật Disney, thiết kế trang phục của anh ấy dựa trên găng tay trắng, quần đùi đỏ và đôi giày khổng lồ màu vàng của chuột Mickey. Vũ khí ban đầu của Sora giống như một chiếc cưa máy; tuy nhiên, vũ khí này không được Disney đón nhận, dẫn đến việc Nomura thiết kế lại vũ khí thành Keyblade. Anh cũng được thiết kế với các đặc điểm giống sư tử, tuy nhiên chúng đã bị loại bỏ vì các nhân viên nhận thấy chúng giống với Zidane Tribal - nhân vật chính của Final Fantasy IX. Sau một cuộc thảo luận với các nhân viên Disney, thiết kế đã được cải biên thêm nữa và Nomura đã hoàn thành nó sau một đêm làm việc. Sau này, Square đã thêm các nhân vật Final Fantasy để hỗ trợ nhân vật chính.
Theo Nomura, một ý tưởng cốt lõi của nhân vật Sora là một cậu bé bình thường không có sức mạnh siêu nhiên, nhưng lại có mối quan hệ sâu sắc với các nhân vật khác trong loạt game. Qua Sora, ông muốn gửi đến người chơi thông điệp: dù không phải là “người quan trọng” nhưng họ vẫn có cơ hội để làm được những điều lớn lao. Điều này được nhấn mạnh trong cái kết bí mật mà ông hy vọng người chơi sẽ tìm thấy trong tựa game Birth by Sleep, vì nó cho thấy tiềm năng của Sora để thay đổi cuộc sống của tất cả mọi người. Khi phiên bản đầu của Birth by Sleep đang được phát triển, Nomura đã định xây dựng cốt truyện rằng Ventus thực ra là Sora trước khi được tái sinh, nhưng ý tưởng này đã bị loại bỏ do phản hồi tiêu cực từ nước ngoài. Nomura từng nói tên của Sora là "bầu trời", vì từ tiếng Nhật sora (空)  có nghĩa là bầu trời. Ông chọn cái tên này để nói lên vai trò và tính cách của Sora, cũng như mối quan hệ thân thiết của anh với Riku (đất) và Kairi (biển) - tên của cả ba khi dddatt cạnh nhau có nghĩa là "trời, đất và biển." Nomura mô tả Sora là người có tính cách hướng ngoại, điều này cho phép anh kết bạn với nhiều người trong suốt bộ truyện. Trong tất cả các nhân vật mà Nomura đã thiết kế, Sora là nhân vật anh yêu thích nhất, anh gọi anh là "đặc biệt" sau khi đã làm việc để phát triển nhân vật này qua nhiều trò chơi.

### Sự phát triển
Sau tựa Kingdom Hearts đầu tiên, Nomura lo lắng rằng người chơi sẽ không hài lòng khi Sora lại một lần nữa bắt đầu Kingdom Hearts II là một nhân vật yếu ớt với ít sức mạnh và lại phải được lên cấp như tựa đầu tiên. Do đó, Nomura đã xây dựng cốt truyện của Chain of Memories để giải thích việc Sora mất đi khả năng của mình trong Lâu đài Oblivion. Bên cạnh đó,Chain of Memories cũng giới thiệu một bí ẩn mới liên quan đến ký ức của Sora về Twilight Town, điều mà sẽ được giải thích khi người chơi chơi Kingdom Hearts II. Đội phụ trách Kingdom Hearts II đã bày tỏ khó khăn trong việc xây dựng hoạt ảnh cho Dạng "Valor" của Sora vì nó có cách chuyển động hoàn toàn khác, ngoại trừ hoạt ảnh đi bộ thì giống với chuyển động của dạng bình thường của Sora.
Sau tựa game Kingdom Hearts II, Nomura muốn để Sora tạm vắng mặt khỏi loạt game Kingdom Hearts để các trò chơi tiếp theo tập trung vào các nhân vật khác trong bộ truyện. Hơn nữa, các sự kiện trong phần kết của hai tựa game Coded và Birth by Sleep gợi ý rằng một bí ẩn mới về nhân vật của Sora sẽ được tiết lộ trong Kingdom Hearts III. Mặc dù Nomura đã tuyên bố vào tháng 3 năm 2010 rằng Sora sẽ một lần nữa trở thành tâm điểm của tựa game Kingdom Hearts tiếp theo, tâm điểm này sẽ được chia sẻ với một nhân vật khác có tầm quan trọng lớn. Trước những tin đồn nói rằng câu chuyện của Sora sẽ kết thúc trong Kingdom Hearts III, Nomura đã trả lời rằng Sora là nhân vật chính của bộ truyện và vai trò của anh kết thúc khi bộ truyện kết thúc. Đối với trò chơi này, Nomura muốn cho Sora một trang phục mới, nhưng lại lo lắng vì sự phổ biến của bộ trang phục Kingdom Hearts II của nhân vật này. Cuối cùng, ông quyết định thêm trang phục mới vì Kingdom Hearts III là một tựa game được đánh số mới.

## Đặc điểm
Sora, khi lần đầu được giới thiệu, là một đứa trẻ với mái tóc nâu xù, mặc một chiếc áo sơ mi đỏ, quần đỏ, cùng một chiếc áo khoác màu trắng và xanh được bao phủ bởi những chiếc móc khóa. Khi du hành đến một số thế giới nhất định, ngoại hình của Sora bị thay đổi bởi phép thuật của Vịt Donald để thích nghi với các môi trường khác nhau; chẳng hạn, anh ta biến thành người cá khi ở dưới nước. Sau khi trải qua quá trình trưởng thành đáng kể trong Kingdom Hearts II, Sora được Flora, Fauna và Merryweather (xem thêm: Những nhân vật Công chúa ngủ trong rừng của Disney) đưa cho một bộ trang phục mới tương tự như bộ trước nhưng chủ yếu là màu đen. Khi chiến đấu, trang phục của Sora có thể thay đổi thành các thiết kế khác tùy theo lựa chọn của người chơi. Dạng chính của Keyblade của Sora là Kingdom Key (キングダムチェーン Kingudamu Chēn, lit. "Kingdom Chain"), nhưng thông qua việc sử dụng các vật phẩm trò chơi gọi là móc khóa, Keyblade có thể có nhiều dạng độc đáo. Trong Kingdom Hearts II, Sora sử dụng hai Keyblades, hình dạng của chúng tùy thuộc vào cách người chơi sử dụng móc khóa.

## Đón nhận
Sora khi xuất hiện trong Super Smash Bros. Ultimate . Việc anh tham gia vào trò chơi đã được đón nhận rất tích cực, đặc biệt là sau khi anh thắng cuộc bầu chọn Super Smash Bros. cho 3DS và Wii U Fighter Ballot vào năm 2015.